# Sumony
Sumony község Baranya vármegyében, a Szentlőrinci járásban.

## Fekvése
Szigetvártól délkeletre, Szentlőrinctől délnyugati irányban helyezkedik el.
A szomszédos települések: észak felől Szentdénes, északkelet felől Királyegyháza, kelet felől Gyöngyfa, délkelet felől Magyarmecske és Gilvánfa, dél felől Csányoszró, délnyugat felől Okorág, északnyugat felől pedig Bánfa és Rózsafa.

### Megközelítése
Belterületén csak a Királyegyházától Sellyéig húzódó 5806-os út halad végig, ezen érhető el mindkét végponti település felől; Szentdénessel az 5807-es út köti össze.
A hazai vasútvonalak közül a települést a Szentlőrinc–Sellye-vasútvonal érinti, melynek egy megállási pontja van itt; Sumony megállóhely (mely vasútigazgatási szempontból megálló-rakodóhelynek minősül) a belterülettől délre helyezkedik el, közvetlenül az 5807-es út mellett.

## Története
Sumony nevét az oklevelek 1290-ben említették először Sumon írásmóddal, majd 1332-ben Somon alakban írták. 1290-ben a pécsi káptalan által állított [egyházi] nemes tanúk között Sumonyra való lakosok is szerepeltek. A település Bánfalvával (Bánfa) együtt a pécsi püspökség birtoka volt. 1333-ban papja 13, 1334-ben 7, 1335-ben 5 báni pápai tizedet fizetett.
Sumony a török hódoltság alatt sem néptelenedett el, ekkor is magyarok lakták.
1882-ben a pécsi székesegyház átépítésekor két mellékoltárt – a Szent István-oltárt és a Szent Mihály-oltárt – vásároltak a sumonyi katolikus templomba.

## Közélete

### Polgármesterei
- 1990–1994: Lukács János (független)[4]
- 1994–1998: Busi István (független)[5]
- 1998–2002: Lucza János (független)[6]
- 2002–2006: Lucza János (független)[7]
- 2006–2009: Lucza János (független)[8]
- 2009–2010: Orsós József (független)[9]
- 2010–2011: Orsós József (független)[10]
- 2012–2014: Orsós József (független)[11]
- 2014–2019: Orsós József (független)[12]
- 2019–2024: Orsós József (független)[13]
- 2024– : Orsós József (független)[1]

A településen 2009. június 7-én időközi polgármester-választást (és képviselő-testületi választást) tartottak, az előző képviselő-testület önfeloszlatása miatt. A polgármesteri posztért aránylag sok, 6 jelölt indult, de a hivatalban lévő faluvezető nem szerepelt köztük.
2012. január 22-én újra időközi polgármester-választást (és képviselő-testületi választást) kellett tartani Sumonyban, újból a korábbi testület önfeloszlatása okán. A választáson a hivatalban lévő polgármester is elindult, és meg is erősítette pozícióját.

## Népesség
A település népességének változása:
| Lakosok száma | 430  | 450  | 427  | 419  | 406  | 402  | 418  | 395  |
|               | 2013 | 2014 | 2015 | 2019 | 2021 | 2022 | 2023 | 2024 |

A 2011-es népszámlálás során a lakosok 40,5%-a magyarnak, 10,2% cigánynak, 0,2% horvátnak, 0,9% németnek, 0,2% szerbnek mondta magát (59,5% nem nyilatkozott; a kettős identitások miatt a végösszeg nagyobb lehet 100%-nál). A vallási megoszlás a következő volt: római katolikus 23,7%, református 1,7%, felekezeten kívüli 7,1% (66,1% nem nyilatkozott).
2022-ben a lakosság 93,8%-a vallotta magát magyarnak, 21,1% cigánynak, 0,5% németnek, 0,2% horvátnak, 0,5% egyéb, nem hazai nemzetiségűnek (6,2% nem nyilatkozott; a kettős identitások miatt a végösszeg nagyobb lehet 100%-nál). Vallásuk szerint 31,3% volt római katolikus, 2,5% református, 0,2% görög katolikus, 3,5% egyéb keresztény, 2,2% egyéb katolikus, 27,4% felekezeten kívüli (32,6% nem válaszolt).

## Nevezetességei
- Római katolikus temploma 1866-ban épült.
- Halastórendszer, ahol 1981 óta működik a gyűrűzéssel is foglalkozó Sumonyi Madárvonulás-kutató Állomás, és minden évben több hónapon keresztül madárgyűrűző táborokat is szerveznek.[18][19][20]